# Screamer Rally
Screamer Rally es el tercer juego de la serie Screamer, lanzado en 1997, y el último en ser desarrollado por Milestone. El juego se basa en Screamer 2, pero cambia el contexto a un juego de rally. El juego hizo uso del chipset 3dfx Voodoo Graphics, lo que permitió a los gráficos aceleración de hardware del juego acceder a alta resolución y textura filtración. El juego incluye siete pistas, una en China, Canadá, Italia, Arizona, Suecia y Gales, con la adición de un curso extra. Una secuela, Screamer 4x4, fue lanzada en 2000.

## Jugabilidad
El jugador puede elegir entre cuatro autos de rally diferentes (dos de tracción delantera y dos 4x4), cada uno con diferentes parámetros como aceleración, frenado y peso. El manejo, el tipo y la presión de los neumáticos, las suspensiones delantera y trasera y los frenos se pueden personalizar en un garaje. El juego contiene siete pistas ubicadas en diferentes países (como China, Canadá, Italia, etc.), que enfrentan al jugador contra cinco oponentes. Las pistas pueden contener obstáculos y peligros como agujeros en las carreteras, baches, etc.

## Recepción
| Recepción                                                              |              |
| ---------------------------------------------------------------------- | ------------ |
| Puntuaciones de críticas Publicación Calificación PC Zone 9.1/10 [ 3 ] |              |
| Puntuaciones de críticas                                               |              |
| Publicación                                                            | Calificación |
| PC Zone                                                                | 9.1/10       |